# Tommy Oar
Thomas Michael 'Tommy' Oar (Gold Coast, 10 december 1991) is een Australisch voetballer die bij voorkeur als aanvaller speelt.

## Clubcarrière
Oar tekende in het begin van het seizoen 2008/09 een driejarig contract bij Brisbane Roar FC, waarvoor hij debuteerde in het betaald voetbal. Hij scoorde in zijn tweede wedstrijd voor de club zijn eerste competitiedoelpunt, uit een vrije trap in de 91ste minuut tegen de Wellington Phoenix. Het was die wedstrijd het winnende doelpunt.
Oar tekende in januari 2010 een contract bij de Nederlandse spelersmakelaar Rob Jansen en werd samen met collega Brisbane-spelers Michael Zullo en Adam Sarota uitgenodigd om mee te trainen bij FC Utrecht. Hij kreeg in maart 2010 de Rising Star Award voor de 'Beste Jonge Speler' en werd geselecteerd voor een reserveplaats in het 'A-League Team van het Jaar'. Brisbane verkocht Oar, Zullo en Sarota op 2 april 2010 voor een kleine twee miljoen Australische dollar in een collectieve deal aan FC Utrecht. Oar tekende hier een vijfjarig contract. Dit diende hij volledig uit.
Oar tekende in augustus 2015 een contract tot medio 2017 bij Ipswich Town FC, de nummer zes van de Championship in het voorgaande seizoen. Dat lijfde hem transfervrij in nadat zijn contract bij FC Utrecht afliep. In zijn verbintenis bij Ipswich werd een optie voor nog een seizoen opgenomen. Hij tekende in februari 2016 een contract tot medio 2018 bij Brisbane Roar FC. Vanaf medio 2017 speelde hij op Cyprus voor APOEL waar hij zijn contract begin september 2018 ontbond. Later die maand ging Oar voor Central Coast Mariners spelen. Medio 2020 ging hij naar Macarthur FC dat dat seizoen debuteert in de A-League.

## Interlandcarrière
Op 22 december 2009 werd hij opgeroepen voor het Australische nationale team voor een kwalificatieduel voor de Azië Cup 2011 tegen Koeweit, maar hij deed niet mee. Hij werd voor de tweede keer opgeroepen in februari 2010 en maakte daarbij wel zijn debuut voor zijn land, waarmee hij met 1–0 won van Indonesië in het laatste kwalificatieduel voor datzelfde kampioenschap. Bondscoach Ange Postecoglou selecteerde Oar in juni 2014 als een van de 23 spelers die hij meenam naar het Wereldkampioenschap voetbal 2014. Hij speelde mee in alle drie de groepsduels van Australië op het toernooi, waaronder het met 2–3 verloren tweede groepsduel tegen Nederland.

## Statistieken
| Club                   | Divisie      | Seizoen | Competitie  | Competitie | Beker       | Beker | Internationaal | Internationaal | Totaal      | Totaal |
| Club                   | Divisie      | Seizoen | Wedstrijden | Goals      | Wedstrijden | Goals | Wedstrijden    | Goals          | Wedstrijden | Goals  |
| ---------------------- | ------------ | ------- | ----------- | ---------- | ----------- | ----- | -------------- | -------------- | ----------- | ------ |
| Brisbane Roar FC       | A-League     | 2008/09 | 5           | 1          | 1           | 0     | 0              | 0              | 6           | 1      |
| Brisbane Roar FC       | A-League     | 2009/10 | 18          | 1          | 0           | 0     | 0              | 0              | 18          | 1      |
| FC Utrecht             | Eredivisie   | 2010/11 | 7           | 0          | 0           | 0     | 4              | 0              | 11          | 0      |
| FC Utrecht             | Eredivisie   | 2011/12 | 18          | 2          | 1           | 1     | 0              | 0              | 19          | 3      |
| FC Utrecht             | Eredivisie   | 2012/13 | 31          | 1          | 1           | 0     | 0              | 0              | 32          | 1      |
| FC Utrecht             | Eredivisie   | 2013/14 | 31          | 1          | 3           | 0     | 2              | 0              | 36          | 1      |
| FC Utrecht             | Eredivisie   | 2014/15 | 18          | 0          | 1           | 0     | 0              | 0              | 19          | 0      |
| Ipswich Town FC        | Championship | 2015/16 | 6           | 0          | 3           | 1     | 0              | 0              | 9           | 1      |
| Brisbane Roar FC       | A-League     | 2015/16 | 6           | 0          | 0           | 0     | 0              | 0              | 6           | 0      |
| Brisbane Roar FC       | A-League     | 2016/17 | 24          | 1          | 1           | 0     | 5              | 1              | 30          | 2      |
| APOEL Nicosia          | A Divizion   | 2017/18 | 19          | 0          | 4           | 0     | 4              | 0              | 27          | 0      |
| Central Coast Mariners | A-League     | 2018/19 | 11          | 0          | 0           | 0     | 0              | 0              | 11          | 0      |
| Central Coast Mariners | A-League     | 2019/20 | 20          | 0          | 4           | 0     | 0              | 0              | 24          | 0      |
| Macarthur FC           | A-League     | 2020/21 | 21          | 0          | 0           | 0     | 0              | 0              | 21          | 0      |
| Macarthur FC           | A-League     | 2021/22 | 18          | 2          | 2           | 0     | 0              | 0              | 20          | 2      |
| Totaal                 | Totaal       | Totaal  | 253         | 9          | 20          | 2     | 15             | 1              | 141         | 7      |

## Erelijst

### MetAustralië
| Competitie     | Winnaar | Winnaar | Runner-up | Runner-up |
| Competitie     | Aantal  | Jaren   | Aantal    | Jaren     |
| -------------- | ------- | ------- | --------- | --------- |
| Internationaal |         |         |           |           |
| Azië Cup       | 1x      | 2015    | –         |           |